# Марк Шнайдер (веслувальник)
Марк Шнайдер (англ. Marc Schneider, 28 квітня 1973) — американський академічний веслувальник.
Бронзовий призер Олімпійських Ігор 1996 року в складі розпашної четвірки без стернового легкої ваги, учасник 2000 року.
Переможець Панамериканських ігор 1999 року в складі розпашної четвірки без стернового легкої ваги.